# Ripetizioni eccentriche
Le ripetizioni eccentriche, o allenamento eccentrico, rappresentano una modalità di allenamento con i pesi (resistance training), usata molto spesso nelle pratiche di body building e fitness, ma anche in altre attività, come la riabilitazione, in cui la fase negativa (o eccentrica) del movimento viene trattenuta e prolungata. È un tipo di attività muscolare in cui viene aumentata la tensione muscolare in fase di allungamento. Si tratta, comunque, di una pratica sconsigliata per le sue controindicazioni, in quanto considerata pericolosa per la salute dei tendini.

## Definizione
Nella fisiologia muscolare esistono essenzialmente 3 tipi di contrazione: la contrazione concentrica, la contrazione eccentrica e la contrazione isometrica. L'azione muscolare eccentrica si verifica normalmente come meccanismo di frenata o opposizione ad un'azione concentrica (accorciamento) in diversi movimenti, col fine di proteggere le strutture articolari da eventuali infortuni. Con l'attività eccentrica il muscolo si allunga mentre rimane sotto tensione a causa della pressione imposta da una resistenza esterna (come un peso). Gran parte degli studi scientifici sulla fisiologia muscolare si sono focalizzati sulle contrazioni isometriche (contrazioni statiche in cui il muscolo non modifica la sua lunghezza) o isotoniche concentriche. Una delle prime osservazioni scientifiche che considerarono l'azione muscolare eccentrica risale al 1882 da parte di Adolf Eugen Fick, il quale scoprì che il muscolo sottoposto ad uno stiramento trattenuto avrebbe potuto produrre una forza maggiore rispetto alla contrazione muscolare in accorciamento.
Una cinquantina di anni più tardi, nel 1938, Archibald Vivian Hill (già vincitore del premio Nobel per la medicina nel 1922) accertò che il corpo richiedeva un'inferiore spesa energetica quando si esegue un'azione muscolare eccentrica rispetto a un'azione muscolare concentrica. Nel 1953 Asmussen introdusse il concetto di esercizio eccentrico denominandolo "excentric exercise", dove l'"ex" significava "lontano da", e dove "centric" si riferiva al "centro", quindi "lontano dal centro". Lindstedt et al. spiegano che quando il peso supera la forza sviluppata dal muscolo, come nella posizione eccentrica del movimento, ci si riferisce al "lavoro negativo", perché il muscolo sta assorbendo l'energia dal movimento sovraccaricato. L'ampiamente approfondita ricerca sull'allenamento eccentrico è in continua evoluzione in molti campi sportivi e riabilitativi, così come nell'ambito del bodybuilding, e in generale nell'esercizio con sovraccarichi.

### Ripetizioni eccentriche nell'esercizio con sovraccarichi
Il lavoro muscolare eccentrico si verifica quando viene esercitata una maggiore resistenza durante la fase di ritorno nel sollevamento di un carico. Eseguire le ripetizioni eccentriche può essere una strategia efficace per guadagnare forza e ipertrofia, e risulta inoltre il metodo che tra tutti più influisce sulla manifestazione del DOMS, ovvero l’indolenzimento muscolare a insorgenza ritardata.
La contrazione eccentrica presenta alcune caratteristiche che la rendono differente da quella concentrica. Tra queste, una capacità di produzione di energia superiore del 40-50% e un inferiore reclutamento delle unità motorie, anche se impone un maggiore stress sulla singola unità motoria (riconosciuta come tetano), un aumento dei microtraumi muscolari e dei sintomi del DOMS. Questi sintomi si manifestano maggiormente quando la fase eccentrica del movimento viene accentuata. Le ripetizioni eccentriche sono una tecnica molto diffusa nel bodybuilding, e causano un conseguente danno cellulare e l'attivazione e proliferazione delle cellule satellite.

## Aspetti fisiologici della contrazione muscolare
Il muscolo è un tessuto che produce tensione composto da piccole unità contrattili chiamate sarcomeri. Il sarcomero contiene miofilamenti proteici spessi (miosina) e sottili (actina), che si sovrappongono per formare i ponti trasversali. La teoria dei ponti trasversali nella fisiologia della contrazione muscolare sostiene che l'accorciamento di un muscolo si verifica quando i ponti trasversali di miosina si attaccano all'actina, e che i due filamenti si attirino creando la forza di accorciamento. Inoltre, secondo questa teoria, ogni ciclo di contrazione e rilascio tra i ponti trasversi è alimentato dalla liberazione di una molecola di adenosina trifosfato (ATP). Questo ciclo di contrazione o accorciamento è definito come azione concentrica (o contrazione). L'azione muscolare concentrica avviene ogni volta che il muscolo svolge un'azione come camminare su un terreno pianeggiante, calciare un pallone, o raccogliere un peso. Una contrazione muscolare eccentrica, invece, è l'allungamento di un muscolo in risposta a una forza in opposizione alla contrazione muscolare, in cui la forza di contrasto (come il sollevamento di un peso) è maggiore della produzione dell'energia in atto.
Quando i miofilamenti di una fibra muscolare vengono allungati mentre si contraggono (vale a dire durante una contrazione eccentrica), alcuni ricercatori suggeriscono la possibilità che si possa verificare una diminuzione del fenomeno di distacco dei legami a ponte (quindi un incremento di legami a ponte che rimangono attaccati), portando a una maggiore produzione di forza nella fase eccentrica. Gli stessi ricercatori suggeriscono che durante la contrazione eccentrica si verifichi un incremento della rigidità della proteina titina. La titina aggiunge un aumento della forza passiva alla produzione di forza del muscolo mentre rimane sotto carico. Esempi di contrazioni muscolari eccentriche sono la camminata in discesa, o resistere alla forze di gravità con un peso o un oggetto. L'azione eccentrica impone uno stiramento del sarcomero al punto in cui i miofilamenti possono accusare un affaticamento del sarcomero, o dei danni e delle lacerazioni muscolari denominati DOMS (indolenzimento muscolare insorgenza ritardata).
- Durante l'azione concentrica, i legami a ponte miosinici collegati ai filamenti di actina si attirano tra loro, accorciando il sarcomero;
- Durante l'azione eccentrica, i legami a ponte miosinici si collegati ai filamenti di actina si allontanano tra loro (come quando il peso è maggiore della forza del muscolo), allungando il sarcomero;

In generale, la capacità di generare forza durante un'azione muscolare eccentrica è approssimativamente del 30-40% maggiore rispetto all'azione muscolare concentrica. Inoltre, durante l'azione eccentrica, vengono reclutate preferenzialmente le fibre muscolari di tipo 2, più soggette all'ipertrofia. Poiché le fibre di tipo 2 sono per caratteristica più forti delle fibre di tipo 1, questo potrebbe spiegare in parte la maggior forza notata nella fase eccentrica. Durante la fase eccentrica è stato osservato un inferiore reclutamento di fibre muscolari. Questo significa che le fibre reclutate ricevono un maggiore sovraccarico specifico per fibra, il che può spiegare l'ipertrofia preferenziale. Infine, è stato segnalato che le ripetizioni eccentriche siano superiori per stimolare la sintesi proteica muscolare.

### Contrazioni eccentriche e DOMS
Il DOMS, acronimo inglese di "Indolenzimento muscolare a insorgenza ritardata", indica l'indolenzimento dei muscoli allenati che insorge nei giorni successivi alla loro stimolazione. Tra i vari tipi di contrazione muscolare, è stato dimostrato che quella eccentrica produce il maggior grado di DOMS rispetto alla contrazione concentrica o isometrica. L'esercizio isocinetico al contrario non ha dimostrato una rilevante insorgenza del DOMS. Questo è presumibilmente legato al fatto che i macchinari per l'esercizio isocinetico non offrono alcuna resistenza nella fase di ritorno del movimento, quindi il muscolo non subisce una contrazione eccentrica. Le strette connessioni tra DOMS ed esercizio eccentrico sono dovute all'attività meccanica dei filamenti proteici actina e miosina, cioè le componenti delle miofibrille responsabili della contrazione muscolare. Durante la fase eccentrica, il muscolo prova ad accorciarsi per contrastare il carico esterno. Tuttavia la forza esterna è maggiore della capacità del muscolo coinvolto. Questo allunga il muscolo e il tessuto connettivo associato mentre il muscolo sviluppa tensione. A seguito di un trauma muscolare indotto dalle ripetizioni eccentriche, il muscolo subisce un adattamento per prevenire ulteriori danni e il DOMS indotto dallo stesso carico. La contrazione eccentrica si verifica quando i muscoli subiscono una contrazione durante la fase di allungamento. Questo tipo di contrazione provoca tensioni molto elevate all'interno dei muscoli, portando a strappi muscolari microscopici e un fenomeno chiamato "scorrimento della linea-Z", e questo gioca un ruolo importante nel dolore che si verifica dopo l'esercizio.

### Contrazioni eccentriche e "Repeated bout effect" (RBE)
Nel linguaggio scientifico, il concetto di "Repeated bout effect" (RBE), traducibile con "effetto sessioni ripetute", rappresenta la capacità del muscolo di adattarsi agli stimoli meccanici rappresentati dalla contrazione muscolare riducendo la risposta del DOMS. In altri termini, l'RBE indica che ripetendo una sessione di allenamento con i pesi, già a partire dalla seduta successiva la risposta del DOMS, e quindi dell'indolenzimento percepito, è più attenuata rispetto alla prima. Sembra che uno dei pochi modi per prevenire o ridurre il dolore tipico del DOMS (o accelerare il recupero di DOMS) causato dall'esercizio eccentrico, è quello di stimolare i muscoli eccentricamente circa una settimana o più, prima della sessione di allenamento eccentrico. L'allenamento concentrico al contrario non è in grado di causare un simile livello di RBE.
Diversi studi hanno dimostrato che eseguire una sessione di allenamento che porta al DOMS, e poi ripetere lo stesso esercizio eccentrico diversi giorni dopo (e/o fino a sei mesi) porta ai seguenti risultati: livelli significativamente più bassi di DOMS dopo un allenamento eccentrico ripetuto, ridotti livelli circolanti di creatina chinasi (un marker del danno muscolare), un recupero del range di movimento e un maggiore aumento del recupero della forza. Eseguire circa 2, 6, o 10 ripetizioni massime eccentriche ha dimostrato di fornire un effetto protettivo per un successivo stimolo ripetuto di 24-50 massime contrazioni muscolari dopo diverse settimane. Non è ancora stato concluso definitivamente quale sia la causa del RBE, ma esistono diverse teorie che suggeriscono rappresenti un contributo degli adattamenti da un input neurale al muscolo, la ricostruzione del tessuto connettivo, e degli adattamenti cellulari (aumento di sarcomeri).

### Contrazioni eccentriche e intensità (% 1-RM)
Nell'esercizio con i pesi tradizionale, i carichi sollevati sono in genere submassimali (ovvero, ad una certa percentuale di 1-RM). Per confrontare i differenti effetti dell'esercizio eccentrico submassimale e massimale sulla comparsa del DOMS, Nosaka e Newton (2002) misurarono il danno muscolare dei flessori del gomito, su soggetti maschi non allenati, dopo aver completato un periodo di allenamento con carichi submassimali in maniera eccentrica (3 serie da 10 ripetizioni al 50% di 1-RM) in un braccio, e dopo 4 settimane eseguendo un allenamento con carichi massimali in maniera eccentrica (3 serie da 10 ripetizioni al 100% 1-RM).
I risultati indicarono che l'utilizzo di un carico del 50% 1-RM in un soggetto non allenato durante l'esecuzione dell'esercizio eccentrico innesca un danno muscolare significativamente inferiore, e migliora la velocità di recupero rispetto ai soggetti non allenati che svolgono l'esercizio eccentrico massimale. I risultati di questo studio sono significativi, perché concludono che carichi ad intensità troppo elevate portano al DOMS, e questo può portare il soggetto ad abbandonare un programma prematuramente. Pertanto, i ricercatori raccomandano di evitare l'uso di contrazioni muscolari eccentriche vicine al massimale o massimali durante la progettazione di programmi di allenamento per soggetti meno esperti.

### Contrazioni eccentriche per la forza
Molte evidenze scientifiche hanno ottenuto dei risultati favorevoli dall'uso delle ripetizioni eccentriche per lo sviluppo della forza massima. Sono svariate le teorie sul perché questo si verifichi. Tra queste, viene citato un aumento della stimolazione neurale verso il muscolo e al suo interno, una maggiore energia elastica immagazzinata nei muscoli, e un aumento dell'ipertrofia muscolare. La stimolazione neurale all'interno muscolare da esercizio eccentrico provoca un maggiore stiramento dei fusi muscolari. Il fuso muscolare è un recettore stirato situato nel muscolo in parallelo alle proteine contrattili (actina e miosina). Esso è sensibile allo stiramento e alla velocità di stiramento. Questo aumento dello stiramento dei fusi muscolari attiva un aumento dell'eccitazione delle unità motorie verso i muscoli, aumentando potenzialmente la forza concentrica della contrazione delle fibre muscolari.

### Contrazioni eccentriche e resistenza muscolare
Dal momento che durante la fase eccentrica di una ripetizione il muscolo è più forte, è possibile sostenere che a parità di carichi, una serie con sole ripetizioni eccentriche può favorire l'esecuzione di più ripetizioni e consentire una maggiore durata (Time Under Tension) della serie stessa se paragonata alle ripetizioni concentriche. Parte di questo effetto favorevole può essere dovuto al fatto che le contrazioni eccentriche producono anche molto meno lattato (circa 3 volte meno) rispetto alle concentriche, e il lattato è una molecola notoriamente implicata nell'insorgenza della fatica e nell'arresto dell'attività muscolare. A confermare queste constatazioni è stata una ricerca di Hortobagyi et al. (1996). Gli studiosi notarono che in 12 settimane di allenamento isocinetico concentrico o isocinetico eccentrico, i soggetti accusavano un maggiore affaticamento durante il regime concentrico. Gli autori conclusero che queste evidenze raccomandano l'importanza nell'integrare l'esercizio eccentrico nei programmi di allenamento amatoriali.

### Allenamento eccentrico e insulinoresistenza
Alcuni studi hanno rilevato che l'esercizio di natura eccentrica possa peggiorare lo stato di insulinoresistenza, o ridurre la sensibilità insulinica, cioè essenzialmente la capacità dei tessuti insulino-dipendenti (principalmente muscolo scheletrico e tessuto adiposo) di rimanere sensibili all'azione dell'insulina, principalmente nella captazione di glucosio. L'esercizio eccentrico sembra causare un danno muscolare con diminuzione del numero di GLUT-4 (le molecole responsabili del trasporto di glucosio all'interno della cellula), e una conseguente riduzione dell'insulino-sensibilità. Sebbene in seguito all'esercizio con sovraccarichi abbia luogo un aumento della sensibilità insulinica e della capacità di stoccaggio del glicogeno intramuscolare, è stato rilevato che in seguito all'esercizio eccentrico avvenga invece una riduzione della risintesi di glicogeno (connessa con una maggiore insulino resistenza). Questo a causa di una riduzione della concentrazione dei GLUT-4, che può abbassarsi anche più del 39%.
Comunque studi successivi suggerirono che questo peggioramento sia solo transitorio, infatti sul lungo termine lo stato di sensibilità insulinica migliora, suggerendo che l'esercizio eccentrico può essere un valido metodo per combattere l'obesità e la dislipidemia. Effettivamente, sia atleti di forza che di endurance, con un maggior sviluppo rispettivamente di fibra di tipo I e di tipo II, dimostrano di riuscire a contenere i peggioramenti della sensibilità insulinica e quindi della tolleranza glucidica, in seguito ad un periodo di riposo forzato. Un problema potenzialmente riscontrabile con le ripetizioni eccentriche potrebbe essere la ricarica del glicogeno muscolare, una pratica tipicamente usata nel culturismo che prevede l'assunzione di abbondanti quantità di carboidrati in seguito al termine dell'attività con i pesi. I muscoli che sono stati danneggiati con ripetizioni eccentriche hanno mostrato un inferiore tasso di sintesi del glicogeno a seguito dell'esercizio. Tuttavia, questo decremento non è stato notato nell'immediato, in quanto le riduzioni del glicogeno muscolare, attorno al 25%, sono state rilevate solo dopo 3 giorni dal termine dell'attività eccentrica.

## Tecniche di allenamento eccentrico
Nell'ambito dell'esercizio coi pesi sono state elaborate alcune tecniche che esaltano le ripetizioni o il lavoro eccentrico del movimento per poter ottenere ulteriori guadagni negli adattamenti muscolari sulla forza, ipertrofia muscolare e potenza.

### Augmented Eccentric Loading (AEL)
L’Augmented Eccentric Loading (AEL), tradotto come carico eccentrico aumentato, è una delle tecniche che esaltano la fase eccentrica del movimento. Il metodo prevede l'uso di carichi maggiori nella fase eccentrica, seguiti immediatamente dall'uso di carichi inferiori nella fase concentrica. Ciò può essere applicato attraverso l'uso di weight releaser (attrezzi appositi che aumentano il carico nella fase eccentrica e lo alleggeriscono nella fase concentrica) o attraverso un aumento manuale della resistenza con l'intervento di un assistente il quale aumenta la pressione solo nella fase eccentrica. Un'ulteriore possibilità di applicare l'AEL con le attrezzature disponibili nelle palestre, ma l'organizzazione è più complessa e richiede l'intervento di più assistenti.
Diversi studi hanno dimostrato che l'AEL si sia rivelato come un efficace metodo di allenamento per migliorare la forza e la potenza delle parti superiore e inferiore del corpo. Sheppard e Young (2010) trovarono che le ripetizioni eccentriche con carico aumentato rispetto alle concentriche riuscivano a produrre una significativa maggiore potenza concentrica sulla panca piana alla smith machine (bench throw). Maggiori adattamenti sono stati osservati quando il carico eccentrico era superiore in media del 20% rispetto alla fase concentrica, ma il metodo potrebbe non essere adatto per atleti principianti, in quanto sono stati mostrati inferiori risultati con questo tipo di soggetti.

### Ripetizioni negative
Le Ripetizioni negative sono un'altra tecnica speciale in cui la fase eccentrica o negativa viene enfatizzata. Ne esistono due varianti:.
- Ripetizioni negative submassimali: rappresentano la variante relativamente meno intensa. In questo caso si utilizzano carichi sottomassimali, cioè inferiori alla capacità massimale (100% RM), o inferiori al carico che può permettere al massimo una ripetizione, e si richiede l'intervento di un assistente (spotter). Raggiunta la soglia del cedimento, l'esecutore, pur non riuscendo a portare a termine ulteriori ripetizioni passando per la fase concentrica, sarà in grado di effettuarne altre trattenendo il carico solo nella fase eccentrica. Si tratta quindi di una variante estrema delle ripetizioni forzate, in cui il lavoro eccentrico viene più eccentuato.[49]
- Ripetizioni negative sovramassimali: prevedono l'utilizzo di carichi sovramassimali, vale a dire che superano il determinato carico che può permettere al massimo una ripetizione (100% 1 RM). Si parlerà di intensità o percentuali di carico corrispondenti al 110-120, fino al 130-140% di 1 RM. Tali carichi non sarebbero sollevabili senza l'aiuto di uno o più assistenti neanche dalla prima ripetizione, pertanto ne richiedono l'intervento obbligato a partire dall'inizio della serie. In questa variante, l'atleta, essendo incapacitato a sollevare il carico, dal principio lascia agli assistenti il compito di eseguire la fase concentrica, e su cui eserciterà uno sforzo minimo se non nullo. Il reale sforzo dell'atleta viene applicato unicamente nella fase negativa, in cui sarà impegnato a contrastare la discesa resistendo il più possibile durante tutte le ripetizioni della serie.[49] Doan et al. (2002) hanno dimostrato con questa tecnica un aumento acuto della forza massimale su panca piana[50].

## Ripetizioni eccentriche nella riabilitazione e nella prevenzione infortuni
Alcune evidenze scientifiche hanno rilevato che una buona parte degli infortuni di natura muscolare nel Resistance training si verificano durante le contrazioni eccentriche, metodica che può causare danni all'interno del normale range di movimento a causa delle diverse lunghezze dei sarcomeri. Le ripetizioni eccentriche sono state anche associate ad un maggiore rischio di infortuni al muscolo o ai tendini. L'esercizio eccentrico tuttavia è stato riconosciuto anche come metodo efficace ai fini riabilitativi. Nell'ambito della riabilitazione a seguito della lesione del legamento crociato anteriore, ad esempio, tale metodo è stato testato con risultati positivi. Gerber et al. (2009) hanno rilevato che i pazienti sottoposti ad un programma di allenamento con sovraccarichi eccentrico di 12 settimane (assieme ad esercizi di riabilitazione funzionale), iniziando da 3 settimane dopo l'intervento, ha portato a maggiori miglioramenti nel volume muscolare e nella funzione complessiva del quadricipite e del grande gluteo rispetto ad un protocollo riabilitativo standard con pesi, esercizi con sovraccarichi ed esercizio funzionale. Un anno dopo, il gruppo che seguiva il metodo eccentrico ottenne un miglioramento maggiore del 50% nellipertrofia del quadricipite e grande gluteo. Inoltre, il miglioramento della funzionalità complessiva è stata significativamente maggiore nel gruppo eccentrico rispetto al gruppo di controllo sottoposto a una riabilitazione standard. I risultati di questo studio mostrano l'importanza di utilizzare l'esercizio eccentrico nelle fasi iniziali di un programma di riabilitazione a seguito di un'operazione al legamento crociato anteriore.
Un altro comune infortunio (soprattutto negli atleti) trattati nei programmi di riabilitazione, è la tendinopatia rotulea (ginocchio del saltatore). Il ginocchio del saltatore si verifica spesso negli atleti di alto livello praticanti pallavolo, basket e calcio. Applicando un protocollo riabilitativo di esercizio eccentrico di 12 settimane, Bahr et al. (2006) non hanno trovato differenze misurabili tra l'intervento chirurgico e un programma di esercizio eccentrico riabilitativo per il ginocchio del saltatore in un gruppo composto da atleti e non atleti, in predominaza uomini. Entrambi i trattamenti hanno portato a netti miglioramenti nella funzione del ginocchio. I ricercatori hanno concluso che l'allenamento eccentrico è un metodo a basso rischio e a basso costo che deve essere considerato prima che un soggetto con il ginocchio del saltatore si sottoponga ad un intervento chirurgico.
L'intero sistema muscolo-tendineo lavora coeso per rallentare il movimento degli arti. La stretta relazione tra muscolo e tendini aiuta a dissipare il calore o la temporanea conservazione dell'energia cinetica. Se le forze necessarie a rallentare un arto superano la capacità del sistema muscolo-tendineo è probabile che si verifichi un infortunio. Gli atleti con ricorrenti infortuni muscolari agli ischio-crurali e agli abduttori accusano una maggiore riduzione della forza eccentrica, il che suggerisce che la stimolazione degli stessi con un allenamento eccentrico possano ridurre al minimo il rischio di lesioni tramite il rafforzamento dei gruppi muscolo-tendinei in aree del corpo ad alta esposizione allo stress. Secondo i ricercatori (LaStayo et al., 2003), l'allenamento eccentrico può essere altamente benefico per la prevenzione degli infortuni, migliorando le capacità dei muscoli di assorbire più energia prima di deteriorarsi. LaStayo e colleghi sollevano la possibilità che l'allenamento eccentrico possa essere utile nel trattamento di una certa varietà di infortuni, tra cui sarcopenia, osteopenia, tendinosi e tendinite patellare cronica. Molte altre ricerche recenti hanno rilevato univocamente dei notevoli benefici nell'allenamento eccentrico per ridurre o prevenire gli infortuni negli sportivi.

## La ricerca

### Risposte ormonali
Sebbene nel bodybuilding venga largamente promossa l'enfatizzazione della fase eccentrica del movimento, è stato riscontrato che il movimento concentrico produce una maggiore secrezione di GH rispetto all'attività eccentrica. Dal momento che l'incremento dei livelli di GH sono proporzionali agli incrementi di lattato prodotto durante l'attività, sembra che tale risultato sia scontato, visto che le contrazioni concentriche producono lattato a livelli maggiori di circa tre volte rispetto alle contrazioni eccentriche. Tuttavia, se comparati impostando lo stesso carico, sia la contrazione concentrica che eccentrica hanno dimostrato simili risposte di GH e testosterone. Le contrazioni eccentriche però hanno dimostrato di stimolare meno la produzione di lattato e di cortisolo rispetto alle contrazioni concentriche, mentre altri studi rivelano che la risposta ormonale anabolica non differisce tra le ripetizioni eccentriche enfatizzate e quelle tradizionali su soggetti non allenati. Bamman et al. (2001) compararono l'esercizio concentrico e quello eccentrico (8 serie di squat) e riportarono che il recettori androgeni mRNA incrementarono del 63% dopo l'esercizio eccentrico e del 102% dopo quello concentrico, senza un concomitante incremento del testosterone sierico. I livelli di IGF-I risposero maggiormente all'esercizio eccentrico, suggerendo che la molecola potrebbe modulare la rigenerazione dei tessuti dopo un danno meccanico. Altri studi hanno documentato come le ripetizioni eccentriche favoriscano il rilascio dell'IGF-1 locale per stimolare la crescita muscolare.

### Risposte metaboliche
È stato osservato che le contrazioni concentriche sono responsabili della maggior parte del lavoro metabolico totale per l'84%. Inoltre, le concentriche producono lattato a livelli maggiori di circa tre volte rispetto alle eccentriche. Ad ogni modo, è stato dimostrato che le ripetizioni eccentriche riescano a promuovere un maggiore dispendio energetico durante e dopo l'allenamento. Secondo i risultati di Dolezal et al. (2000), usare 1 secondo nella fase concentrica e 3 secondi nella fase eccentrica influisce sull'aumento del metabolismo basale per 72 ore, contrariamente ad un tempo di 1 secondo per la fase concentrica e 1 per la fase eccentrica. È stato teorizzato che l'aumento del danno muscolare causato dalla ripetizione eccentrica richiede un maggior consumo energetico nella fase di recupero post-allenamento.
Un ulteriore studio di Hackney et al. (2008) confermò che effettuare un esercizio accentuando la fase negativa può elevare in maniera acuta e significativa il dispendio energetico/calorico sia su soggetti allenati che non allenati dopo un allenamento Total body (che coinvolge tutto il corpo in un'unica sessione). L'esercizio eccentrico (1 secondo nella fase positiva e 3 secondi in quella negativa) ha aumentato il metabolismo basale mediamente del 9% dopo l'allenamento. Il dispendio energetico causato dall'esercizio coi pesi è probabilmente dovuto a fattori di ricostruzione associati al DOMS, l'intero processo di riparazione dei muscoli e del costo energetico connesso con la sintesi proteica. L'allenamento eccentrico aumenta lo stress metabolico, con i maggiori incrementi rilevati durante l'allenamento a intensità eccentriche più elevate. Questi fattori contribuiscono a spiegare perché le ripetizioni eccentriche promuovono maggiori segnali anabolici post-esercizio rispetto all'allenamento concentrico, il che porta ad una maggiore sintesi proteica.

#### Metabolismo del glucosio e insulinoresistenza
Diversi studi hanno indicato che le concentrazioni di glicogeno nel muscolo scheletrico a seguito dell'esercizio eccentrico sono ridotte. O'Reilly et al. (1987) esaminarono le biopsie a seguito della pedalata eccentrica e rilevarono che le concentrazioni di glicogeno nell'immediato post esercizio erano ridotte del 61% rispetto ai livelli basali e rimanevano ancora depresse del 44% dopo 10 giorni dall'esercizio. Kuipers et al. (1985) riconobbero che la riduzione del glicogeno era evidente dopo 24 ore dopo l'allenamento piuttosto che nell'immediato post allenamento. Questi dati suggeriscono che l'esercizio eccentrico produca una complessiva riduzione della risintesi del glicogeno. Ci sono ulteriori evidenze che riconoscono una significativa riduzione del tasso di eliminazione del glucosio a seguito dell'esercizio eccentrico, se comparati allo stato di riposo o all'esercizio concentrico e che i livelli plasmatici di insulina sono più elevati. Analizzando questi ultimi dati si concluderebbe che l'esercizio eccentrico possa provocare una disfunzione del trasporto di glucosio. Il muscolo che partecipa alla contrazione eccentrica potrebbe quindi rivelarsi più resistente all'azione dell'insulina. Asp et al. (1995) riportarono una depressione delle concentrazioni dei trasportatori di glucosio (GLUT 4) da uno a due giorni a seguito dell'esercizio eccentrico, con un contemporaneo decremento delle concentrazioni di glicogeno muscolare. Entrambi tornarono ai livelli basali dopo 4 giorni dall'allenamento.
La stessa équipe di Asp et al. (1996) collegarono il decremento dei GLUT-4 con la ridotta sensibilità insulinica, riportando che il contenuto di GLUT-4 nella coscia allenata con l'esercizio eccentrico aveva subito una riduzione del 39% rispetto ai valori basali, nonostante i più alti livelli di insulina. Ulteriori studi successivi segnalarono un difetto nella funzione dell'insulina a seguito dell'esercizio eccentrico. Per esempio, Kristiansen et al (1997) riportarono un decremento nel tasso di trascrizione dei GLUT-4 e una riduzione del RNA messaggero per il GLUT-4 (mRNA) dopo 24 ore dall'esercizio eccentrico. Nonostante la vasta mole di ricerche che hanno univocamente riconosciuto una connessione tra insulino resistenza e esercizio eccentrico, più di recente alcuni studiosi hanno ne individuato la capacità di migliorare la sensibilità all'insulina da parte del muscolo scheletrico. Paschalis et al. (2011) notarono che la sensibilità insulinica veniva depressa sul breve termine (1 settimana), ma non sul lungo termine (8 settimane), rimettendo in discussione l'eventuale effetto negativo dell'esercizio eccentrico sul metabolismo del glucosio.

### Guadagni di ipertrofia muscolare
Sono state completate una significativa mole di ricerche, che mostrano che l'allenamento eccentrico risulta in un grande guadagno di ipertrofia muscolare. La ricerca dimostra che le ripetizioni eccentriche hanno un maggiore effetto sull'ipertrofia rispetto alle ripetizioni concentriche, anche quando il numero totale di ripetizioni e il Time Under Tension eseguiti da entrambi i gruppi sono identici, e ci sono delle evidenze che fanno ipotizzare come la crescita massima non si ottenga se non vengono eseguite le ripetizioni eccentriche. Questo può essere correlato al fatto che la fase eccentrica è responsabile di un maggiore danno muscolare. Anche se il danno muscolare può rivelarsi un ostacolo per la prestazione sul breve termine, l'infiammazione associata, e l'incremento del turnover (ricambio) proteico hanno dimostrato di provocare guadagni ipertrofici sul lungo termine. L'ipotesi è che i cambiamenti strutturali associati al danno muscolare influenzano l'espressione genica, risultando in un rafforzamento del muscolo come meccanismo di protezione da ulteriori ed eventuali infortuni.
In uno studio condotto da Higbie et al. (1996) venne concluso che un programma di allenamento che prevede ripetizioni solo eccentriche risulti in un guadagno di massa muscolare del 6,6% dopo 10 settimane, comparato con i guadagni del 5% ottenuti con l'allenamento solo concentrico. Farthing e Chilibeck (2003) esaminarono le differenze sui guadagni di ipertrofia muscolare delle braccia comparando l'esercizio solo concentrico e quello solo eccentrico per 8 settimane. I soggetti ottennero un guadagno medio del 13% in ipertrofia muscolare delle braccia con il programma solo eccentrico, mentre i soggetti che svolgevano il programma solo concentrico ne guadagnarono solo il 2,5%, pur eseguendo il movimento alla stessa velocità. Hortobágyi et al. (2000) osservarono che dopo una perdita di ipertrofia causata da un periodo di deallenamento indotto da mobilizzazione totale, un periodo di ri-allenamento basato su ripetizioni eccentriche e miste portò ad un maggiore sviluppo dell'ipertrofia delle fibre di tipo I, IIa e IIx rispetto ad un ri-allenamento con ripetizioni concentriche. In particolare, le fibre di tipo II avevano risposto maggiormente all'ipertrofia con l'allenamento eccentrico se paragonato anche all'allenamento misto.
Un altro meccanismo mediante il quale le ripetizioni eccentriche sono coinvolte in una maggiore risposta dell'ipertrofia, è l'attivazione e proliferazione delle cellule satellite (specie nelle fibre di tipo 2). Le cellule satellite sono delle cellule situate sulla superficie delle fibre muscolari, e la loro funzione è quella di facilitare la crescita, il mantenimento e la riparazione del muscolo scheletrico danneggiato. In risposta a stimoli ormonali e meccanici (come il danno muscolare), le cellule satellite si attivano per contribuire alla rigenerazione cellulare. Nei modelli animali, l'attività delle cellule satellite è coinvolta nell'iperplasia muscolare (la formazione di nuove fibre muscolari). Le pesanti ripetizioni eccentriche hanno la capacità di stimolare la proliferazione delle cellule satellite danneggiando la cellula muscolare e causando un rilascio locale di IGF-1.

### Guadagni della forza
Svariate ricerche hanno stabilito che l'esercizio eccentrico sia responsabile di maggiori guadagni di forza rispetto alla sola fase concentrica. Hortobagyi et al. (1996) rilevarono che un allenamento per forza massima con ripetizioni solo eccentriche dopo un periodo di 6 settimane avesse permesso un aumento medio della forza dell'85%, mentre un allenamento solo concentrico nello stesso periodo produsse aumenti del 78%, quando gli incrementi della forza concentrica, eccentrica, e isometrica venivano combinati. È interessante notare che i ricercatori usarono carichi submassimali per l'allenamento eccentrico e carichi massimali per l'allenamento concentrico. Un altro studio condotto da Higbie et al. (1996), paragonando l'esercizio concentrico ed eccentrico in un programma di 10 settimane, trovò maggiori aumenti di forza con il solo esercizio eccentrico (43%) rispetto al solo concentrico (31%). In uno studio condotto da Doan et al. (2002), i ricercatori hanno trovato che la prestazione massimale (1-RM) può essere acutamente aumentata applicando un carico sovramassimale (105% 1-RM) solo nella fase eccentrica dell'alzata. Questo aumento acuto (5% superiore al 1-RM) del carico eccentrico ha migliorato anche la prestazione concentrica massimale di circa 5-15 libbre (tra i 2.2 e i 6.8 kg) per tutti i soggetti.
Non solo le ripetizioni eccentriche possono consentire lo sviluppo di maggiore forza, ma possono anche contenere i peggioramenti della forza durante un periodo di deallenamento. Colliander e Tesch (1992) rilevarono che, se durante il periodo di allenamento venivano svolte ripetizioni eccentriche piuttosto che concentriche, avveniva un maggiore mantenimento della forza durante il successivo periodo di deallenamento. Altre analisi più recenti (Hortobágyi et al., 2000) stabilirono che dopo un periodo di deallenamento inteso come immobilizzazione totale, le ripetizioni eccentriche o miste favorivano un più rapido recupero e un maggiore sviluppo della forza durante un periodo di ri-allenamento rispetto alle contrazioni concentriche.

### Guadagni della potenza
Le ripetizioni eccentriche hanno dimostrato di migliorare anche la prestazione di potenza. Una ricerca recente (Sheppard et al., 2007) ha concluso che un'accentuazione della fase eccentrica provoca incrementi acuti nel salto verticale in altezza, così come nelle variabili cinetiche e cinematiche che sono considerate importanti per la capacità di salto verticale. In altre parole, eseguendo prima un salto verticale usando un carico eccentrico aggiuntivo, nel salto successivo può essere osservata una maggiore forza, velocità e potenza.
Sheppard e Young (2010) trovarono che le ripetizioni eccentriche con carico aumentato rispetto alle concentriche (applicando la tecnica del Augmented Eccentric Loading) riuscivano a produrre una significativa maggiore potenza concentrica sulla panca piana alla smith machine (bench throw). Watkins e Sapstead (2010) segnalano però che il metodo potrebbe non essere adatto per atleti principianti, in quanto sono stati mostrati inferiori risultati con questo tipo di soggetti.

### Esercizio eccentrico unilaterale
Gran parte della ricerca sull'allenamento con i pesi ha analizzato gli effetti dell'allenamento unilaterale degli arti (stimolando solo uno dei due arti) e la sua influenza sull'arto non allenato. L'effetto del tradizionale allenamento coi pesi unilaterale (non eccentrico) in origine dimostrò di produrre un trasferimento dei miglioramenti e dei guadagni indotti dall'esercizio anche all'arto non stimolato (senza influire sull'ipertrofia), ma poco si sapeva circa il trasferimento della forza nell'allenamento solo eccentrico. In un'indagine condotta da Housh et al. (1998), venne scoperto che 8 settimane di allenamento unilaterale solo eccentrico migliora la forza dell'arto allenato (27%) ma anche di quello non allenato, anche se in misura minore (17%). Gli autori conclusero che questi adattamenti non erano dovuti all'ipertrofia muscolare, ma ad adattamenti neurali del muscolo allenato. Questa ricerca fornisce informazioni importanti per gli individui con un arto immobilizzato a causa di infortuni o di un'operazione, mostrando l'efficacia dell'allenamento eccentrico per migliorare benefici muscolari dell'arto immobilizzato.

### Aumento della flessibilità
L'allenamento eccentrico ha dimostrato di essere un valido metodo per aumentare la flessibilità. Alcuni ricercatori (O'Sullivan et al., 2012) hanno suggerito la possibilità che le ripetizioni eccentriche possano essere più efficaci dello stretching statico per il miglioramento della flessibilità. Questo perché ad oggi esistono evidenze limitate in grado di confermare l'efficacia dello stretching come pratica per la prevenzione di infortuni o ridurre il rischio che si ripresentino. Al contrario, è stato proposto che l'allenamento eccentrico possa migliorare la forza e ridurre il rischio infortuni, nel contempo facilitando l'aumento della flessibilità tramite la sarcomerogenesi, ovvero la crescita dei sarcomeri. Queste analisi hanno rilevato che le ripetizioni eccentriche possono aumentare la mobilità dell'anca in media del 22%. Il range di movimento (ROM) di tutte le articolazioni misurate è stato rilevato aumentato di almeno 13 gradi. Il motivo di questa efficacia sarebbe dovuto al fatto che il movimento eccentrico è in grado di provocare la crescita delle fibre muscolari, aumentando i sarcomeri in parallelo all'interno di un muscolo, ovvero il muscolo si allunga favorendo una maggiore flessibilità.

### Esercizio eccentrico e età
È stato rilevato che gli uomini anziani non sono così sensibili al danno muscolare causato dall'esercizio eccentrico come i giovani. Lavanda e Nosaka (2006) studiarono le risposte di 6 serie da 5 ripetizioni eccentriche (al 40% 1-RM), dei flessori del gomito sugli uomini anziani (età media 70 anni) e sui giovani (età media 19). Gli uomini giovani hanno avvertito più DOMS e hanno mostrato maggiori marker metabolici del DOMS (cioè un aumento dei livelli di creatina chinasi) dopo l'allenamento eccentrico. Gli autori proposero che una leggera diminuzione del range di movimento nel gruppo di anziani (a causa di cambiamenti nei muscoli legati all'età) potrebbero in parte spiegare i bassi livelli di DOMS rispetto al gruppo dei più giovani. Inoltre, con l'invecchiamento vi è una propensione per la perdita o l'atrofia (riduzione delle dimensioni) delle fibre muscolari a contrazione rapida, che sono particolarmente sollecitate (portando al DOMS) durante allenamento eccentrico. Inoltre, i ricercatori ipotizzano che gli adulti più anziani potrebbero aver istintivamente sviluppato meccanismi neurali inibitori per evitare i danni muscolari indotti dall'esercizio. Negli studi sulle femmine, Ploutz-Snyder et al. (2001) hanno scoperto che le donne più anziane (66 anni) non ha mostrato alcuna differenza nel DOMS con le donne più giovani (23 anni) in una sessione di allenamento concentrico o eccentrico in uno studio di 12 settimane valutando la forza di estensione del ginocchio.

## Altre tecniche diresistance training
- Super set
- Tri set
- Set gigante
- Stretch contrastato
- Stripping
- Rest pause
- Ripetizioni forzate
- Ripetizioni negative
- Cheating
- Super slow
- Peak contraction
- Burns
- Serie del 21
- Sistema piramidale
- Mantieni Peso (MP)
- Mantieni Ripetizioni (MR)
- Cedimento muscolare